# Bobbie Eakes
Bobbie Eakes, född 25 juli 1961 i Warner Robins, Georgia, USA, är en amerikansk skådespelare.
Eakes kom med i Glamour i april 1989 som Macy Alexander. Tio år senare blev hon nominerad för en Soap Opera Award för sina insatser i serien. Eakes har även synts i serier som Rättvisans män och Maktkamp på Falcon Crest.
Hon började sin karriär som sångerska tillsammans med sina systrar. Hon har deltagit i flera skönhetstävlingar och vann 1982 som Miss Georgia och kom dessutom tvåa i Miss Teen America-tävlingen.
Hon började sjunga i sin första band när hon var 16 år och har sjungit med flera olika band. Hon har bland annat varit med i gruppen Big Trouble. Tillsammans med skådespelaren Jeff Trachta (som spelade Thorne i Glamour i början av serien) släppte hon en CD kallad Bold and Beautiful Duets i Europa. Hennes senaste CD är en blandning av country och pop och heter Here and Now.
Eakes är gift med David Steen sedan 4 juli 1992.